# Elizabeth Inchbald
Elizabeth Simpson (* 15. Oktober 1753 in Standingfield, Suffolk; † 1. August 1821 Kensington House, London) war eine englische Schauspielerin, Schriftstellerin und Dramatikerin.

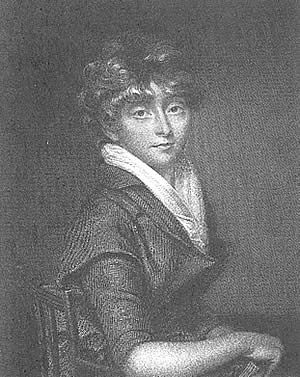
Elizabeth Inchbald

## Leben
Die Tochter eines Landwirts bemühte sich trotz eines Sprachfehlers, Schauspielerin zu werden. Mit 19 Jahren ging sie nach London, wo sie den Schauspieler Joseph Inchbald heiratete und mit diesem zusammen in einer Vielzahl von Theaterstücken auftrat. Ihre schlechte Aussprache brachte ihr trotz natürlicher Schönheit und schauspielerischer Begabung nur mäßigen Erfolg. Ihr schriftstellerischer Erfolg unter dem Namen Mistress Inchbald führte dazu, dass sie die Schauspielerei 1789 aufgab.
Sie schrieb und übersetzte insgesamt 19 Theaterstücke, die teilweise äußerst erfolgreich waren. Zudem gab sie eine mit biographischen und kritischen Anmerkungen versehene Sammlung britischer Theaterstücke (25 Bände, 1806–1809), eine Sammlung von Farcen (7 Bände, 1809) und The Modern Theatre (10 Bände, 1809). Ihre Romane A Simple Story (1791) und Nature and Art (1796) wurden im 19. Jahrhundert mehrfach neu veröffentlicht und genossen breite Popularität.
Eine Autobiografie, für die ihr 1000 Pfund geboten worden waren, vernichtete sie; 1833 erschienen jedoch Memoiren auf der Basis ihres Tagebuchs.
Dieser Artikel basiert auf einer auszugsweisen und bearbeiteten Übersetzung aus der als public domain veröffentlichten Encyclopedia Britannica von 1911 (siehe Weblinks).